# 죽은 자의 부활

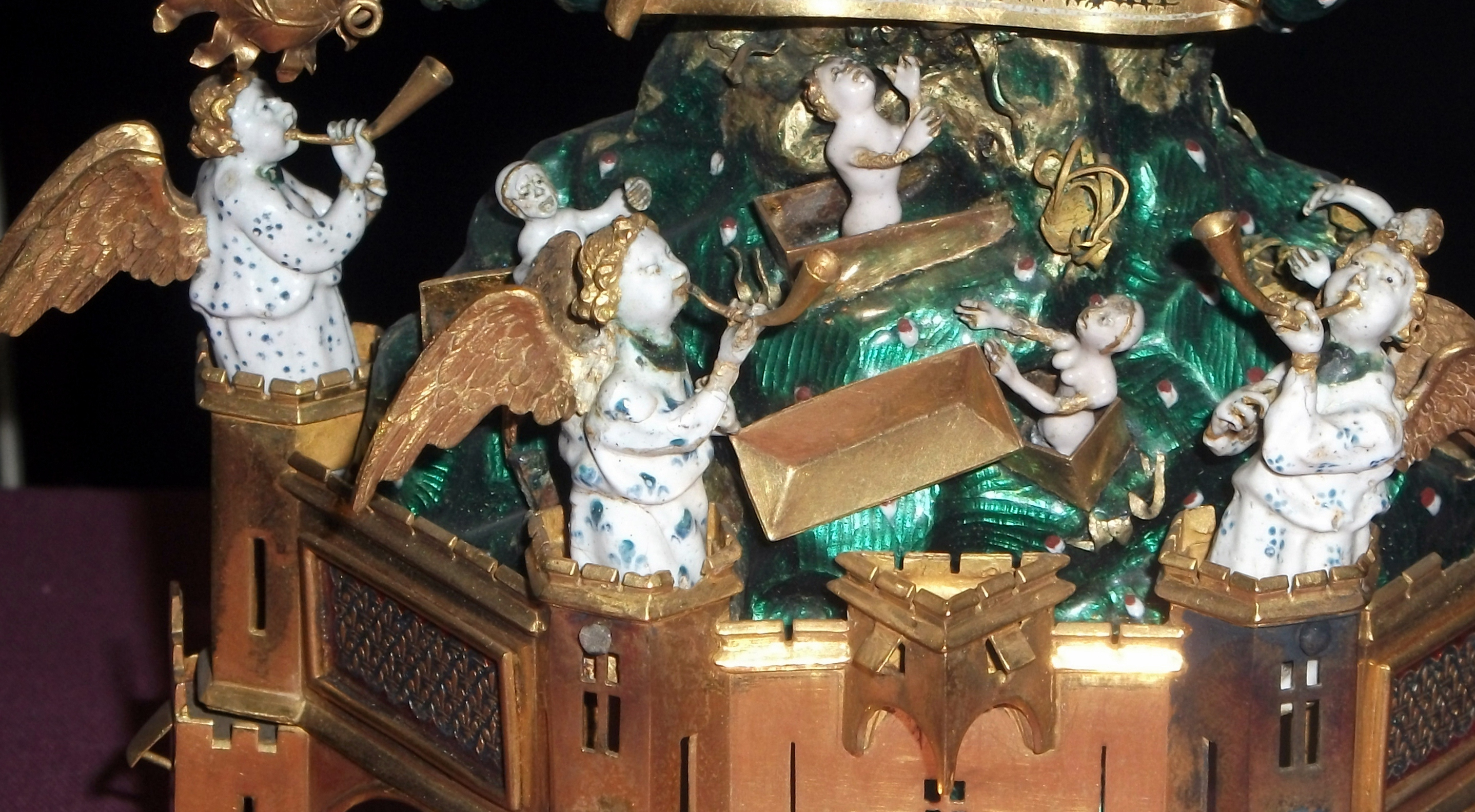
1390년 작 마지막 나팔

죽은 자의 부활(코이네: ἀνάστασις [τῶν] νεκρῶν, resurrection of the dead)은 문자적으로 죽은 자가 일어나는 것을 의미한다. 성경에서는 그리스도가 부활하였고, 나사로와 같은 사람이 부활하였고, 또 신자들도 미래 마지막날에 부활할  기사를 기록하고 있다.